# Boxe nos Jogos Pan-Americanos de 2003
As competições de boxe nos Jogos Pan-Americanos de 2003 foram realizadas em Santo Domingo, República Dominicana. Esta foi a décima quarta edição do esporte nos Jogos Pan-Americanos, tendo sido disputado apenas entre os homens. O torneio foi classificatório para as Olimpíadas 2000.

## Medalhistas
| Evento                           | Ouro                 | Prata                | Bronze                                    |
| -------------------------------- | -------------------- | -------------------- | ----------------------------------------- |
| Peso mosca-ligeiro detalhes      | Yan Bartelemí        | Carlos José Tamara   | José Jefferson Perez Raúl Castañeda       |
| Peso mosca detalhes              | Yuriorkis Gamboa     | Juan Carlos Payano   | Raúl Hirales James Pereira                |
| Peso galo detalhes               | Guillermo Rigondeaux | Abner Mares          | Andrew Kooner Yonnhy Perez                |
| Peso pena detalhes               | Likar Ramos Concha   | Aaron Garcia         | Jhonathan Batista Yosvani Aguilera        |
| Peso leve detalhes               | Mario Kindelán       | Alex de Jesús        | Manuel Felix Diaz Francisco Javier Vargas |
| Peso meio-médio-ligeiro detalhes | Patrick López        | Isidro Mosquea       | Juan de Dios Navarro Marcos Costa         |
| Peso meio-médio detalhes         | Lorenzo Aragón       | Juan McPherson       | Euris González Alfredo Angulo             |
| Peso médio detalhes              | Juan José Ubaldo     | Yordanis Despaigne   | Jean Pascal Alexander Brand               |
| Peso meio-pesado detalhes        | Ramiro Reducindo     | Yoan Pablo Hernández | Edgar Muñoz Argenis Casimiro              |
| Peso pesado detalhes             | Odlanier Solis       | Kertson Manswell     | Jason Douglas Devin Vargas                |
| Peso super-pesado detalhes       | Jason Estrada        | Michel López Núñez   | Sébastian Ceballo Victor Bisbal           |

## Quadro de medalhas
| Posiçào | Nação                    |    |    |    | Total |
| ------- | ------------------------ | -- | -- | -- | ----- |
| 1       | CUB Cuba                 | 6  | 3  | 1  | 10    |
| 2       | DOM República Dominicana | 1  | 2  | 4  | 7     |
| 3       | USA Estados Unidos       | 1  | 2  | 1  | 4     |
| 4       | MEX México               | 1  | 1  | 5  | 7     |
| 5       | COL Colômbia             | 1  | 1  | 2  | 4     |
| 6       | VEN Venezuela            | 1  | 0  | 2  | 3     |
| 7       | PUR Porto Rico           | 0  | 1  | 1  | 2     |
| 8       | TRI Trinidad e Tobago    | 0  | 1  | 0  | 1     |
| 9       | CAN Canadá               | 0  | 0  | 3  | 3     |
| 10      | BRA Brasil               | 0  | 0  | 2  | 2     |
| 11      | ARG Argentina            | 0  | 0  | 1  | 1     |
| Total   | Total                    | 11 | 11 | 22 | 44    |